# 비오흐라피스 포르탈

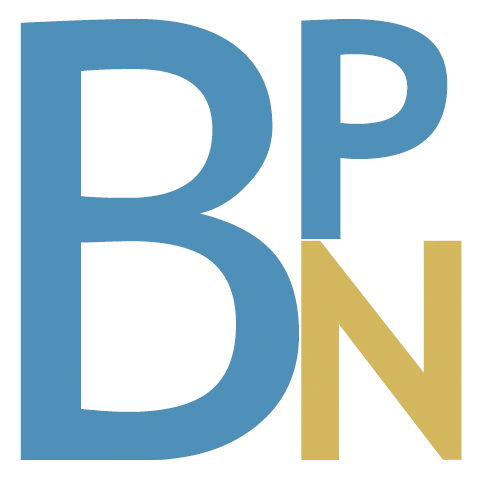
로고

비오흐라피스 포르탈(Biografisch Portaal, 생애 포털)은 네덜란드 역사 하위헌스 연구소가 네덜란드의 전기 문헌에 더 쉽게 접근할 수 있도록 하기 위해 주관하는 사업이다.
이 사업은 2010년 2월, 40,000건의 디지털화된 생애 자료와 함께 시작되었으며, 역사 초창기부터 근대에 이르기까지 네덜란드 출신 (사망한) 사람들에 대한 모든 신뢰할 수 있는 정보에 대한 디지털 접근 권한을 부여하는 것을 목표로 한다.
지리적 용어로서 네덜란드는 이전 식민지를 포함하며, "사람들"이라는 용어는 네덜란드 및 이전 식민지에서 태어난 사람들뿐만 아니라 다른 곳에서 태어났지만 네덜란드 및 이전 식민지에서 활동한 사람들도 포함한다. 2011년 기준, 사망한 사람들에 대한 전기 정보만 포함된다. 사용된 시스템은 텍스트 인코딩 이니셔티브 표준을 기반으로 한다. 비오흐라피스 포르탈에 대한 접근은 웹 기반 인터페이스를 통해 무료로 제공된다.
이 사업은 네덜란드의 10개 과학 및 문화 기관이 하위헌스 연구소를 주요 연락처로 하여 공동으로 진행하고 있다. 다른 기관들은 다음과 같다.
- 네덜란드 문학 디지털 도서관 (DBNL)
- 국제 사회사 연구소 (IISG)
- 네덜란드 미술사 연구소 (RKD)
- Biografie Instituut
- Centraal Bureau voor Genealogie (CBG)
- Data Archiving and Networked Services (DANS)
- Onderzoekscentrum voor Geschiedenis en Cultuur (OGC)
- Parlementair Documentatie Centrum (PDC)

진행 중인 디지털 프로젝트 외에도, 원래 책 형태로 출판되었지만 디지털화되어 비오흐라피스 포르탈의 인덱스에 통합된 네덜란드 전기 사전들은 다음과 같다.
- 최초의 네덜란드 전기 사전이었던 아브라함 반 데르 아의 저작
- BWN (Biografisch Woordenboek van Nederland)
- NNBW (Nieuw Nederlandsch Biografisch Woordenboek)
- 《암스테르담의 서기》로 알려진 암스테르담 시참사회에 관한 요한 엥헬베르트 엘리아스의 저작
- 《네덜란드의 신학자》로 알려진 바렌트 글라시우스의 저작
- 《네덜란드 회화사》로 알려진 롤란트 판 아윈던 및 아드리안 판 데르 윌리헌의 저작
- 《새로운 화가들의 전시장》으로 알려진 얀 판 호르의 저작
- 《네덜란드 화가와 여성 화가의 삶》으로 알려진 야콥 캄포 베이얼만의 저작[3]
- BLNP (네덜란드 개신교 역사 전기 사전)

2012년 11월 현재 비오흐라피스 포르탈에는 80,206명의 인물과 125,592건의 전기가 포함되어 있다. 2012년 2월, 비오흐라피스 포르탈에서 사용할 분석 도구를 구축하는 "BiographyNed"라는 새로운 프로젝트가 시작되었으며, 전기를 시간과 공간의 사건과 연결할 것이다. 3년 프로젝트의 주요 목표는 '네덜란드의 경계'를 명확히 하는 것이다.